# جائو تسیانگ
ژائو زیانگ (زاده ۱۷ اکتبر ۱۹۱۹ – درگذشته ۱۷ ژانویه ۲۰۰۵) در ۱۹۸۰ به مقام نخست‌وزیری رسید و سپس دبیر کلی حزب کمونیست را عهده‌دار شد. ژائو زیانگ، دبیرکل پیشین حزب کمونیست چین و یکی از اصلاح‌طلبان پیشروی این کشور، در سال ۱۹۸۹ هنگامی از قدرت سرنگون شد که در تلاش بود تا راهی برای تفاهم با دانشجویان ناراضی بیابد؛ دانشجویانی که در تظاهرات میدان تیان آن من شرکت داشتند.
ژائو زیانگ زمانی که از دانشجویان معترض در میدان تیان‌آنمن بازدید کرد و با خواسته‌های آنان همدلی نشان داد، حکم افول سیاسی خود را امضا کرد. سه هفته پس از سرکوب تظاهرات، او از همه سمت‌های دولتی خود برکنار شد. ژائو زیانگ هرچند که مطرود شد، اما اجازه یافت تا عضو حزب باقی بماند و هرگز اتهامی علیه او اقامه نشد.

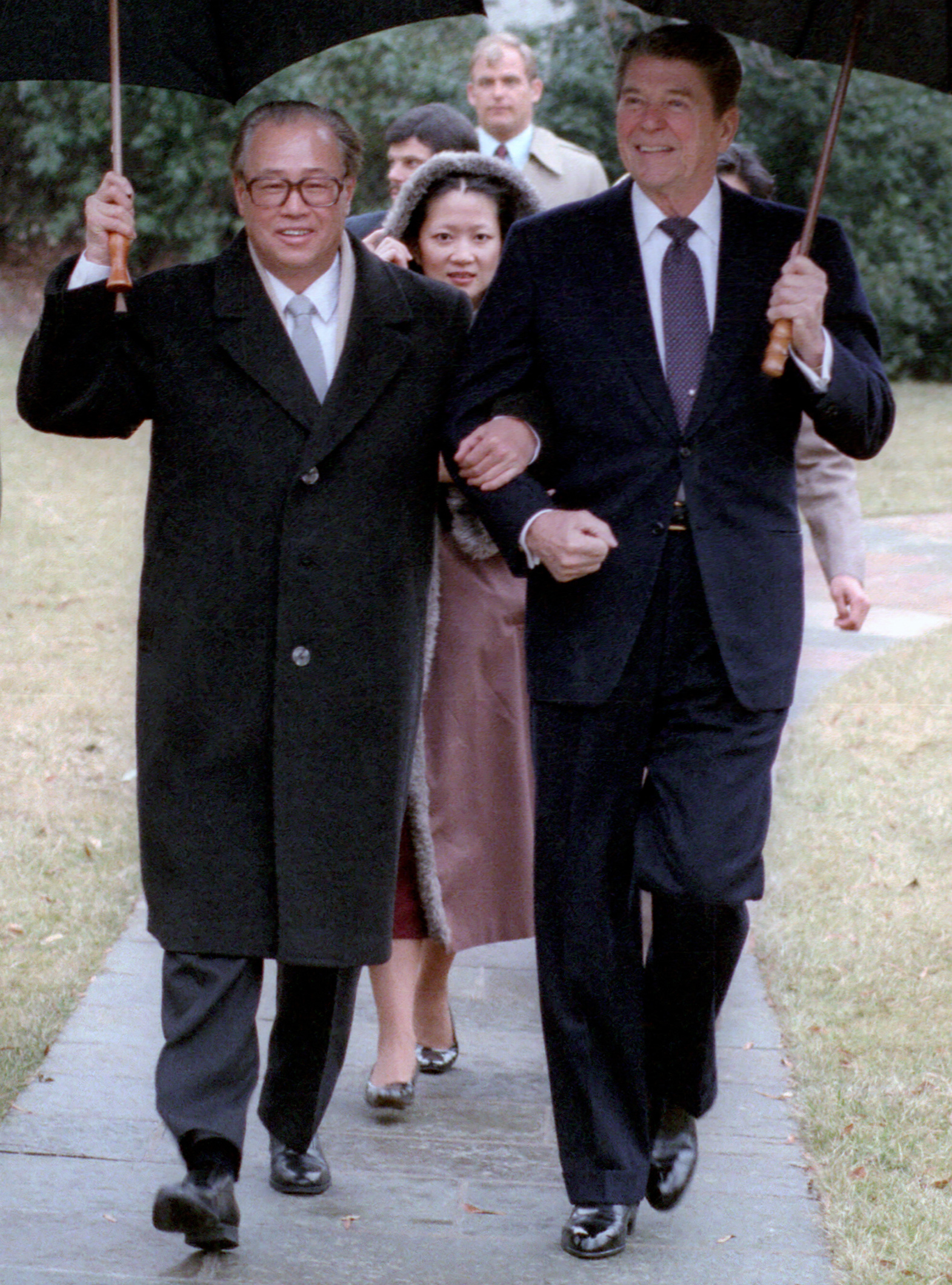